# Christi-Himmelfahrts-Kirche (Ada)
Die Christi-Himmelfahrts-Kirche (serbisch: Црква Вазнесења Господњег, Crkva Vaznesenja Gospodnjeg) in Ada ist eine Serbisch-orthodoxe Kirche in der Nordserbischen Provinz Vojvodina. Die Kirche wurde von 1925 bis 1926 erbaut.
Sie ist die Pfarrkirche der Pfarrei Ada im Dekanat Bečej der Eparchie Bačka der Serbisch-Orthodoxen Kirche und ist dem Feiertag Christi Himmelfahrt geweiht.

## Lage
Die Kirche befindet sich im Zentrum der nordserbischen Stadt Ada. Das Gotteshaus liegt nicht weit vom Ufer der Theiß, einem linken Nebenfluss der Donau. Sie steht an der Kreuzung der Straßen Ulica Maršala Tita und der Pupinova Ulica. In der Stadt steht auch die Römisch-katholische Dreifaltigkeitskirche.

## Geschichte und Architektur

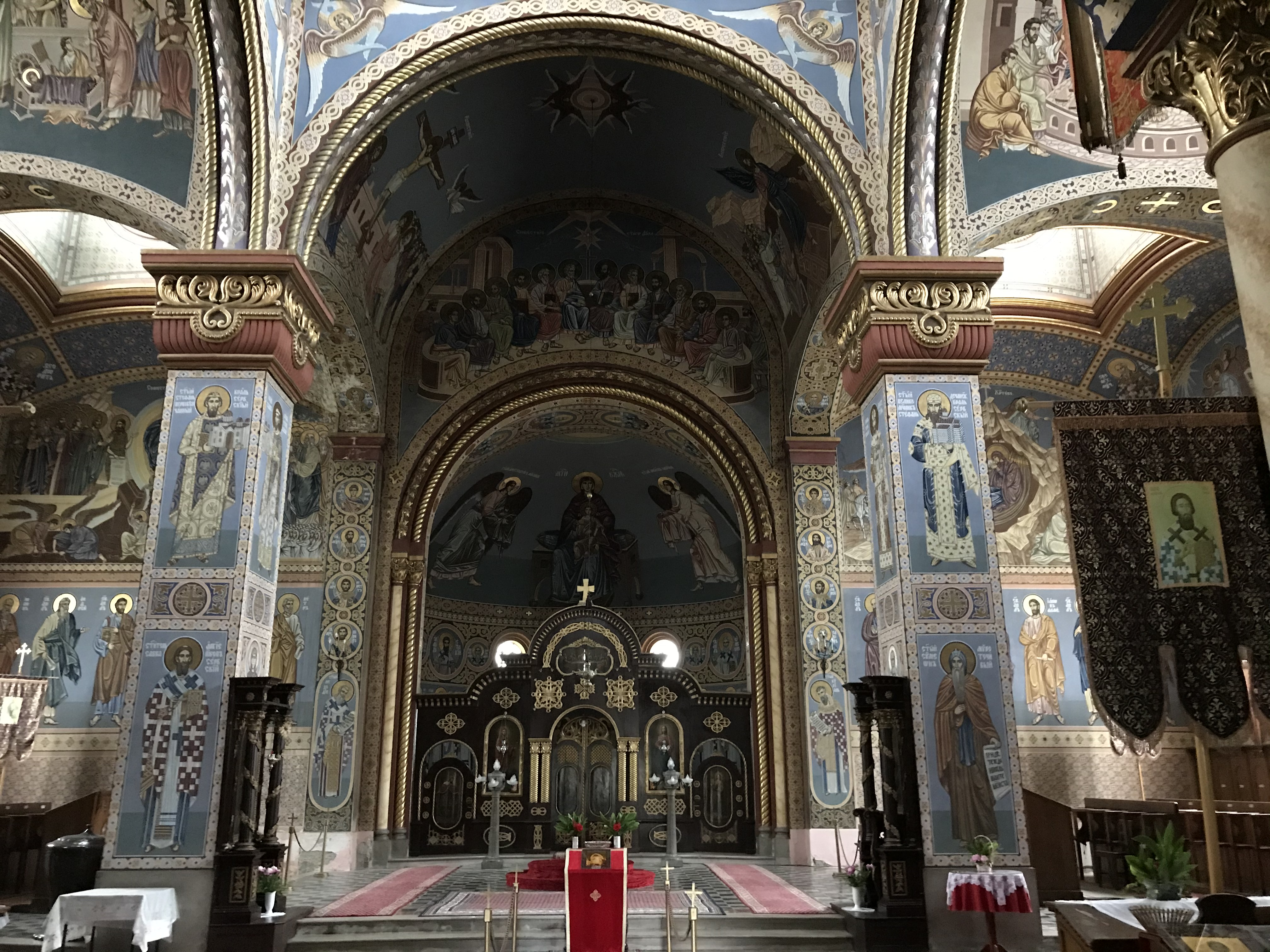
Blick auf die Ikonostase im Innenraum der Kirche

### Geschichte
Die Kirche wurde von 1925 bis 1926 an der Stelle erbaut, wo die Verkündigungskirche aus den Jahren 1759/1760 stand. Diese wurde durch einen Brand während des Aufstands von 1848/49 schwer beschädigt, jedoch in der Folgezeit renoviert. 1925 wurde die alte Kirche abgerissen, um die Christi-Himmelfahrts-Kirche zu bauen. 
Das Gotteshaus wurde nach einem Entwurf von Darko "Daka" Popović errichtet, der sich am serbisch-byzantinischen Stil orientierte. Die Baumeister waren Josif Ginder, Đoka Bošković und Mita Bakić aus Bečej
Popović der durch die architektonische Schönheit der mittelalterlichen, im serbisch-byzantinischen Stil erbauten, Klöster inspiriert wurde, schuf mit dieser Kirche ein imposantes Werk, sowohl wegen seiner Proportionen als auch wegen des Reichtums an äußerer Dekoration, sowie wegen der Freskenmalereien im Innenraum. Mit seiner Monumentalität und Präzision des Ausdrucks sticht es in der serbisch-orthodoxen Architektur der ersten Hälfte des 20. Jahrhunderts hervor. 
Im Gegensatz zu den meisten historischen Kirchengebäuden in der Vojvodina, bei denen es sich größtenteils um barocke und klassizistische Bauwerke handelt, ist die Christi-Himmelfahrts-Kirche eine Kuppelkirche. Die Kirche in Ada wird einer der wenigen Versuche bleiben, den serbischen Nationalstil auf dem Gebiet der Vojvodina wiederherzustellen.
Am 13. Juli 1949 wurde die Kirche vom Institut für Wissenschaftliche Forschung und Denkmalschutz unter staatlichen Schutz Serbiens gestellt. Restaurierungsarbeiten wurden 1966 und 2002 in der Kirche durchgeführt. Zur Kirchgemeinde gehören 110 Serbisch-orthodoxe Haushalte.

### Architektur

#### Kirchenäußeres

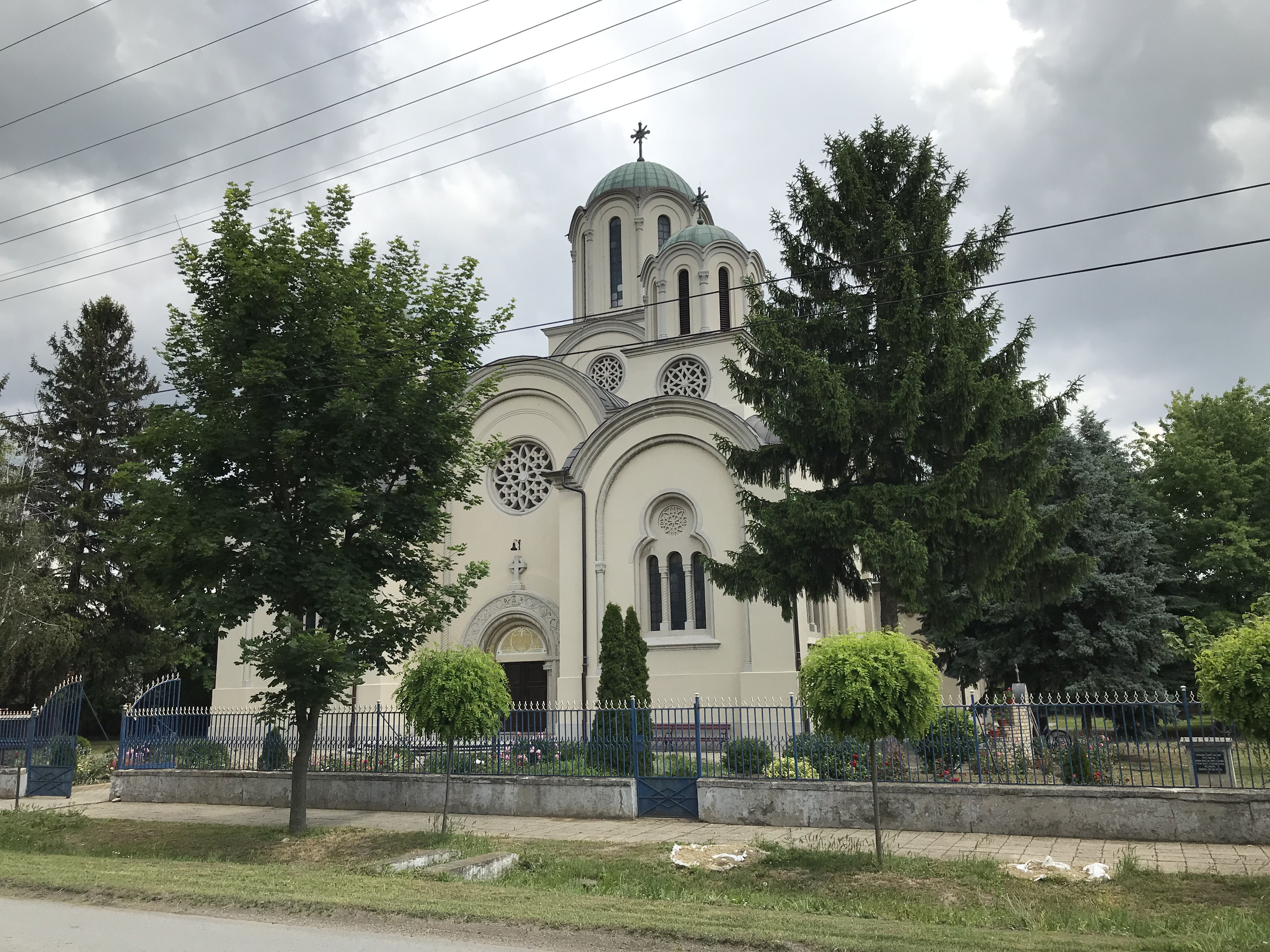
Die Christi-Himmelfahrts-Kirche

Die Kirche ist 45 Meter lang und 25 Meter breit. Größe und Höhe der Kuppeln wurde erreicht, indem man stufenartig doppelte Bögen baute und diese jeweils am Kuppeldach endeten. Vor allem die 37 m hohe Hauptkuppel wirkt dadurch monumental. Die Kirche ist im Stil der Morava-Schule errichtet und entspricht einer Kopie des Serbisch-orthodoxen Klosters Gračanica im Kosovo.
Die fünfkuppelige Kreuzkuppelkirche, ist mit einem Grundriss in Form eines griechischen Kreuzes, das auf allen vier Seiten von einem unteren Kirchenschiff umgeben ist, in dessen Ecken sich jeweils eine Kuppel befindet mit kapellenartigen Anbau konzipiert worden. Die Form des Kreuzes ist besonders auf den Dächern sichtbar. Von der quadratischen Basis aus, auf der die Kuppel steht, bilden zu allen vier Seiten, vier Hauptgewölbe, ein Kreuz. Die Dächer in den Ecken zwischen den Kreuzarmen sind niedriger und enthalten vier kleinere Kuppeln.
Der Reichtum der Außenfassade spiegelt sich im gestalteten Rhythmus der Kirchenfenster (Biforen, Triforen, Rosetten) wider, im Spiel der wellenartig übereinander aufsteigenden Dacheindeckungen, in der Position kleinerer Kuppeln, deren Höhe nur bis zur kubischen Grundfläche reicht und der zentralen Kuppel, die den zentralen Kreuzpunkt des Kirchengebäudes krönt.
Das repräsentative Portal an der Westfassade ist stufenförmig in die Mauermasse eingelassen. In der Lünette über der Tür befindet sich die Patronatsikone der Christi-Himmelfahrt und darüber eine Archivolte, die von Pilasterbündeln getragen wird. Im Mittelfeld der Archivolte befindet sich eine „Stein“-Plastik mit Pflanzenornament. Das Motiv des gedrehten Bogens erscheint in der komplexen Profilierung des Portals und wird im Mittelteil über dem Portal mit einer repräsentativen, mit Steinplastik verzierten Rosette wiederholt. 

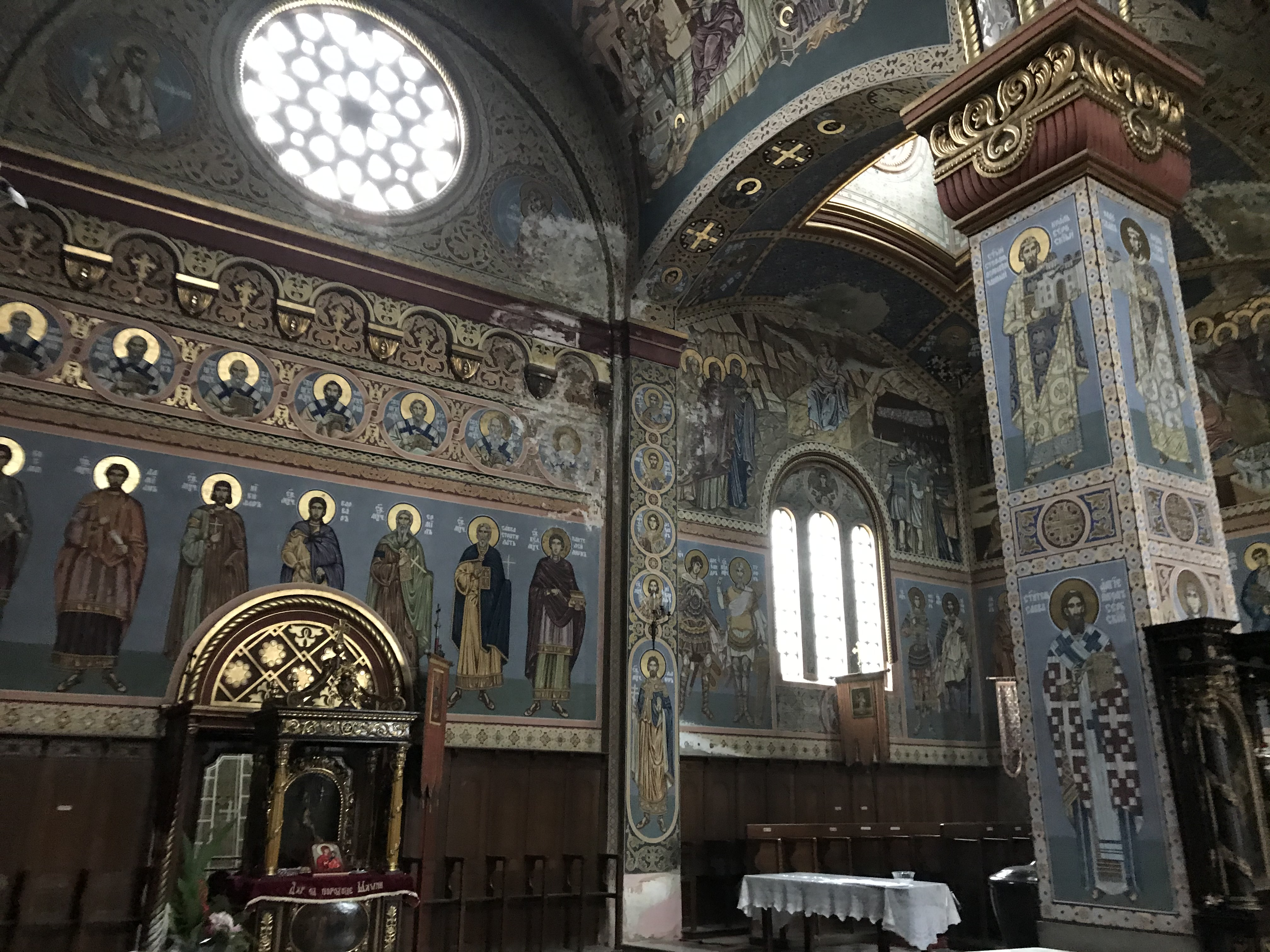
Fresken im Kircheninnenraum

Die Rosette als dekoratives Detail erscheint an allen vier Fassaden des Gebäudes. Die vertikalen Kanten der auf einem Tambour ruhenden Kuppeln sind durch Halbsäulen betont (bei der Mittelkuppel verdreht) und tragen ein attikaprofiliertes Gesims in Form eines Frieses aus Blendarkaden, wie in den Kirchen der Raška-Stilgruppe des serbisch-byzantinischen Stiles typisch sind. Die Kuppeln sind mit Blech verkleidet.

#### Kircheninneres

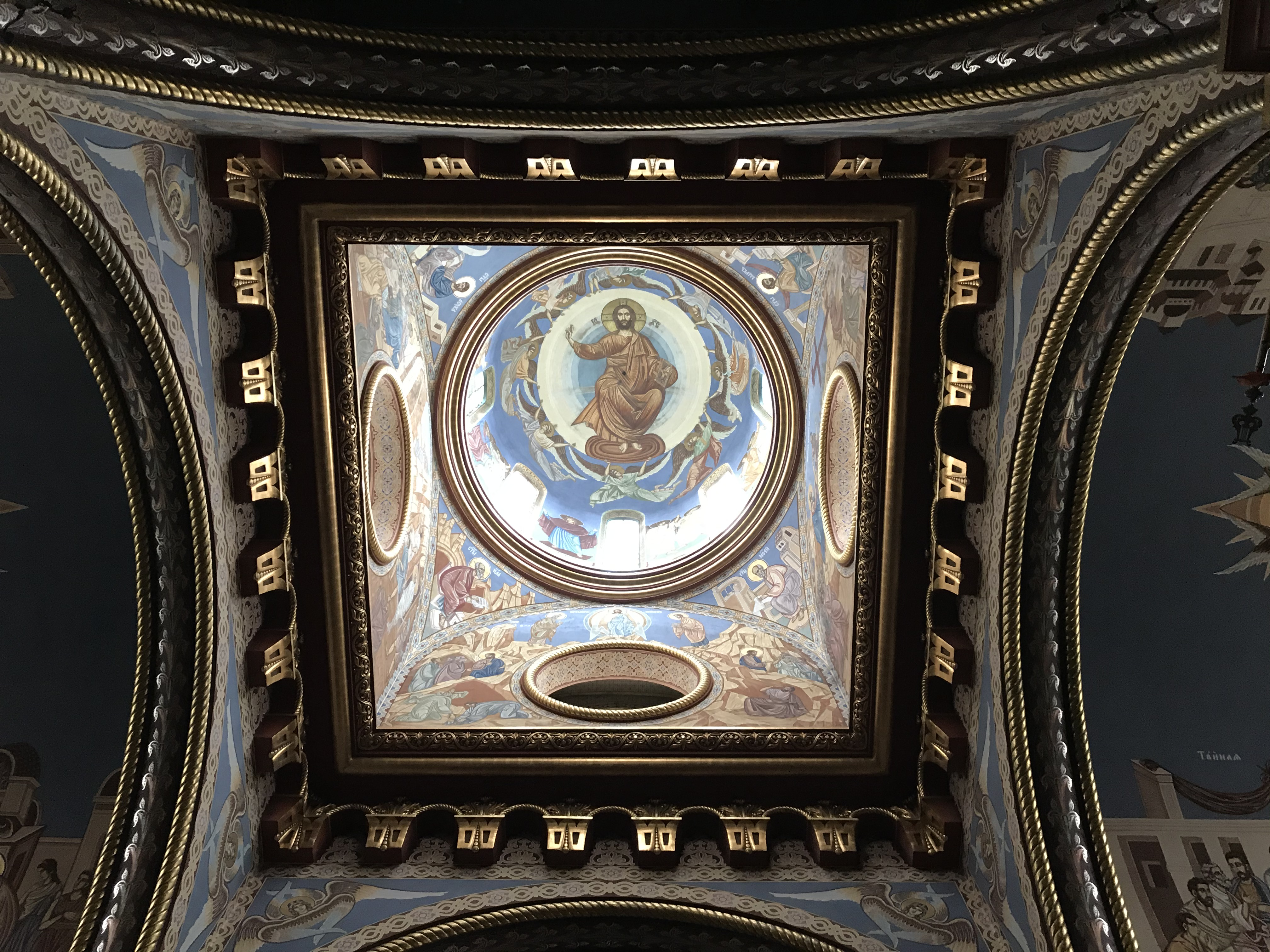
Fresken der Hauptkuppel

Die Wände im Kircheninneren weisen keine größeren architektonischen Verzierungen auf, mit Ausnahme der wunderschön ausgeführten Kapitelle, die den zentralen Tambour der Hauptkuppel tragen. Aus diesem Grund sind jedoch alle Wandflächen, auch diejenigen, die weit vom Auge des Betrachters entfernt sind, lebhaft in Freskentechnik bemalt. Die Wandmalereien stammen von Žarko Milinov aus Šajkaš und sind künstlerisch sehr wertvoll und bekannt im serbischen Banat. 
Darauf sind viele originalgetreue Kopien von Kompositionen und einzelnen Figuren aus den Fresken der mittelalterlichen Kirchen zu erkennen. Die Fresken wurde nach dem direkten Vorbild des Oplenac-Mosaiks aus derselben Zeit angefertigt, dass die Macht der serbischen Königsdynastie der Karađorđević darstellt. 
Aus der alten orthodoxen Kirche von Ada wurde die barocke Ikonostase, die von Jovan Sitkei geschnitzt und von Nikola Dimšić vergoldet wurde, in die neue, viel niedrigere Altarwand eingebaut. Ein Teil der Ikonen wird nach der Restaurierung in der Matica Srpska-Galerie, in Hauptstadt der Vojvodina, Novi Sad, im Baptisterium aufbewahrt.
Die 32 Ikonen der Kirche  wurden von Novak Radonjić zwischen 1867 und 1869 in Öl auf Leinwand gemalt. Novak Radonjić ist auch der Autor der Bemalung auf dem Gottesmutter- und Bischofthron im Kircheninneren. 
Radonjić gilt als einer der wichtigsten Vertreter des serbischen Historismus. Er schuf in dieser Kirche sein umfangreichstes religiöses Ensemble von außergewöhnlicher malerischer Qualität, dass für die Erforschung der Epoche des Historismus und der nationalen Auferstehung in der serbischen Malerei von großer Bedeutung ist.